# Die Nacht der lebenden Loser
Die Nacht der lebenden Loser ist eine deutsche Teenie-Horrorkomödie aus dem Jahr 2004 von Matthias Dinter. Der Titel ist eine Parodie auf den Horrorfilm Die Nacht der lebenden Toten.

## Handlung
Philip, Konrad und Wurst sind drei typische Loser, die in der Schule keinerlei Respekt genießen. Zu Beginn des Films fahren Philips Eltern in den Urlaub, seine zwei Freunde ziehen so lange bei ihm ein. In der Schule halten ein paar Teenager, die der Gothic-Szene angehören, ein Referat über Voodoo und Liebeszauber. Wurst begeistert sich für die Idee, mit einem Liebeszauber Uschi gefügig zu machen, hinter der Philip schon länger her ist, und mit Voodoo ihren derzeitigen Freund Wolf aus dem Weg zu räumen. Das dilettantische Ritual auf dem nächtlichen Friedhof, bei dem ein benutztes Pflaster als Blutopfer benutzt wird und ein Tiefkühlhähnchen ohne Kopf geopfert wird, misslingt, und die drei Freunde machen sich genervt und mit der Asche eines Toten eingestaubt auf den Heimweg, wo sie bei einem Verkehrsunfall ums Leben kommen. Sie wachen in der Leichenhalle auf und flüchten. 
Nach anfänglichem Unglauben bemerken sie am nächsten Tag, dass sie wirklich Zombies sind. Als sie zuerst Wolf erfolgreich die Stirn bieten und diesen dann auch noch in einem Rugbyspiel besiegen, sind sie die neuen Helden der Schule und Wurst verkündet eine Siegesparty in Philips Haus. Während Konrad und Wurst begeistert von ihrer Rolle als Zombies sind, will Philip die Verwandlung rückgängig machen. Er bittet dazu Rebecca, eine der Goths, um Hilfe. Als sie jedoch erfährt, dass Philip, anstatt mit ihr ihren Geburtstag zu feiern, selbst eine Party schmeißt und die Zeit lieber mit Uschi verbringt, ist sie wütend auf ihn und verweigert ihm die Hilfe, zunächst ohne die Sachlage zu realisieren.
Philip und Wurst haben inzwischen mit Konrad zu kämpfen, bei dem die Verwandlung in einen blutrünstigen Zombie am schnellsten geht und der schon den verhassten Sportlehrer Stalin verspeist hat. Am Abend ketten sie ihn deswegen im Keller an, wo später Wolf reichlich chemische Drogen versteckt und die Polizei alarmiert. Sein Plan wird vereitelt, als sich Konrad die Pillen einverleibt und sich so gestärkt von der Kette losreißt. Nach einigen weiteren Zwischenfällen kommt Philip zu dem Schluss, dass er so nicht leben will, und bittet Wurst, ihn zu erschießen.
Rebecca überrascht sie bei dem Vorhaben und willigt nun doch ein, ihnen zu helfen, nachdem sie zwischenzeitlich erkannt hat, dass die drei Jungen Zombies geworden sind. Nun stehen sie allerdings doppelt unter Zeitdruck, da zum einen Philips Eltern von einem Nachbarn alarmiert wurden und ihren Urlaub abgebrochen haben und zum anderen die Rückverwandlung bis mittags um zwölf Uhr abgeschlossen sein muss. Weiterhin müssen sie Konrad wieder einfangen, um ihm rechtzeitig das Gegenmittel zu verabreichen, und Wolf entsorgen, der von Konrad gebissen wurde.
Entgegen aller Wahrscheinlichkeit gelingt das Vorhaben, und das Gegenmittel ist wirksam. Konrad wurde inzwischen von Philips Eltern angefahren und ins Krankenhaus gebracht. Nachdem sie ihn dort aufgespürt haben, versuchen sie, ihn dazu zu bewegen, das Gegenmittel zu trinken. Konrad mag sein neues Ich allerdings, rastet aus und wirft mit Gegenständen um sich, darunter auch ein Messer, das Rebecca getroffen hätte, doch Philip springt in die Flugbahn. 
Als er daraufhin stirbt, fügt Konrad sich eine Wunde zu, lässt sein Blut in Phillips Mund tropfen und macht ihn damit schon wieder zum Untoten. Doch der Mord an seinem besten Freund bringt ihn zur Vernunft, und er lässt sich nun auch heilen, nachdem Phillip zum zweiten Mal zum Leben erweckt wurde. Nachdem alle wieder normal sind, erteilen Philips Eltern ihm drei Jahre Hausarrest, dafür kommt er jedoch mit Rebecca zusammen.

## Interpretation der Zombies
Im Film werden die drei Freunde durch ihre Umwandlung in Zombies nicht grundlegend verändert; anders als in vielen anderen Zombie-Filmen werden sie nicht zu hirnlosen, stupiden Wesen. Sie bleiben weitgehend im Besitz ihrer geistigen Fähigkeiten, verfügen aber über größere körperliche Kräfte als normale Menschen und haben Hunger auf Menschenfleisch. Außenstehende erkennen die Freunde nicht als Zombies, sondern halten die drei für Junkies oder bemerken einfach nur ihre blasse Hautfarbe oder die kühle Körpertemperatur.
Allerdings verlieren Zombies im Film (am besten zu erkennen an Konrad) auf die Dauer auch ihre Menschlichkeit und werden zu Zombies wie üblich dargestellt. Dies dauert bei jedem Zombie unterschiedlich lange. Wenn dieses Zombiestadium erst einmal erreicht ist, ist es nicht mehr möglich, eine Rückverwandlung zu einem Menschen zu vollziehen.

## Kritik
„Halbwegs solide inszenierte, aber niveaulose, unoriginelle und tendenziell frauenfeindliche Teenie-Horrorkomödie voller abgedroschener Pennäler-Witze, die einzig in der freundlichen Darstellung der Gothic-Szene überrascht.“